# Alfa Romeo SZ
Alfa Romeo SZ (Sprint Zagato) или ES-30 (Экспериментальный Спорткар 3.0 л.) — высокотехнологичный и количеством ограниченный спортивный автомобиль и дорожный концепт, производимый в 1989—1991 годах в партнерстве Центра Стиля Zagato, Центра стиля Alfa Romeo и Центра Стиля Фиат. Он был показан под номером ES-30 в 1989 году на Женевском Автосалоне как прототип от Zagato, хотя автомобиль был полностью построен им, но механическая часть была не их.

## История
Роберт Ортон из Центра Стиля Фиата был ответственен за начальные скетчи-наброски автомобиля, в то время как Антонио Кастелльяна отвечал за конечный стиль и отделку салона. Только 'Z' логотип от Zagato был оставлен. Автомобиль получил необычное расположение головного света в три части с каждой стороны. Данный стиль потом использовался на многих автомобилях Alfa Romeo в 2000-х годах.
Техническая компоновка и двигатель автомобиля базировался на Alfa Romeo 75, а производство модели было налажено Zagato в Провинции Ро рядом с заводом Alfa Romeo в Арезе. Термопластиковые панели кузова из отлитых композитных материалов были изготовлены итальянской компанией Carplast или французской Stratime Cappelo Systems.
Подвеска была взята с Alfa 75 группы A/IMSA, и была чуть доработана Джорджио Пьянта — инженером и главным дизайнером раллийных команд Lancia и Fiat. гидравлические амортизаторы были изготовлены компанией Koni. Оригинальная SZ оснащалась резиной Pirelli P Zero (перед. 205/55 ZR 16, зад. 225/50 ZR 16). Автомобиль способен выдерживать более 1,1 G в поворотах, а некоторые водители отмечали коэффициент в 1,4 G, которая даже сейчас остается превосходным показателем.
Двухместная версия с жёсткой крышей, также как и кабриолет — RZ (Roadster Zagato) выпускался с 1992 года по Декабрь 1994 года. Хотя обе модели были очень похожи, автомобили имели совершенно разные кузовные панели, за исключением днища и передних крыльев. RZ получила новый бампер и новые дверные пороги для достижение лучшего дорожного просвета, а капот не имел более агрессивных складок. Было доступно только три цвета: стандартный желтый, чёрный и красный, но желтый с чёрным стал более популярным выбором. Желтые и красные автомобили получили чёрную отделку салона, а чёрные модели — бордовую. Хотя внутренняя отделка была почти полностью похожа на SZ, у RZ окрашивалась вся центральная консоль, а также туннель между сидениями. Было планировано произвести 350 автомобилей, но производство едва перевалило за 252 штуки, а когда завод Zagato перешёл под управление Alfa Romeo было выпущено ещё 32 автомобиля, что в итоге было выпущено только 284 единицы. Показатели продаж RZ являются самыми низкими для Alfa Romeo за всё время производства автомобилей.
Кроме того, данные модели были доступны в компьютерных играх на Amiga и Atari ST в компьютерной игре «Super Cars», также известной как «Taraco Neoroder Turbo».

## Характеристики
- Двигатель: 3.0 л. V6 12 клапанов (2959 куб.см), выдавал 210 л.с. (154 кВт) при 6200 об/мин, Крутящий момент 245 H·м при 4500 об/мин. Код двигателя: AR 61501
- SZ: Была доступна только одна официальная раскраска кузова: Красный с серой крышей, кожаный салон
- Одна чёрная модель для Андреа Загато (Andrea Zagato)
- RZ: Только три официальных цвета: Красный с чёрной кожей, Желтый с чёрной кожей и Чёрный с красной отделкой.
- Две модели были в сером цвете и одна в перламутровом белом
- 1036 моделей SZ было выпущено (планировалось 1000), около 100 были экспортированы в Японию.[2]
- 284 моделей RZ было выпущено (планировалось 350)[3]

## Галерея

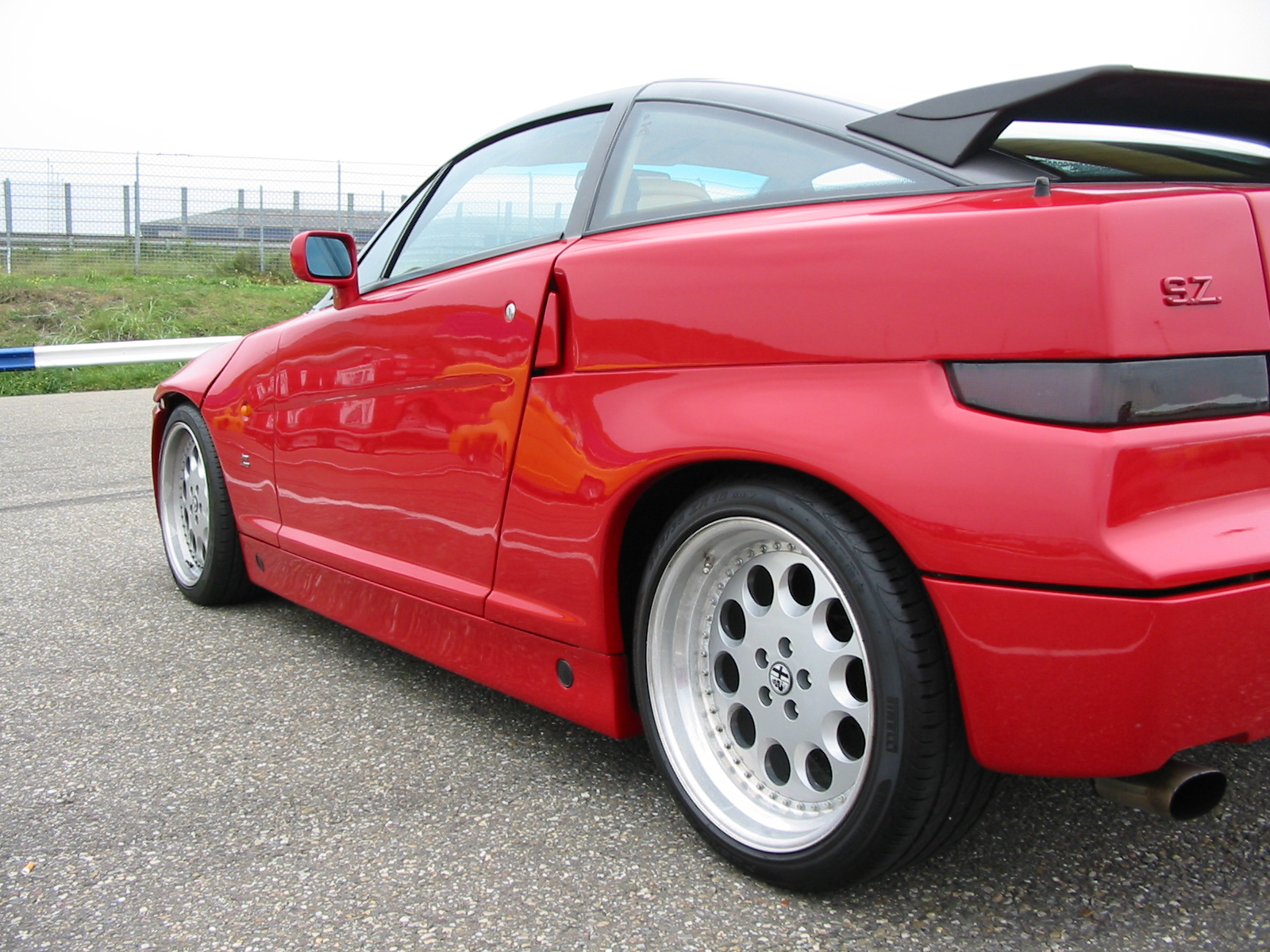
Вид сзади на SZ
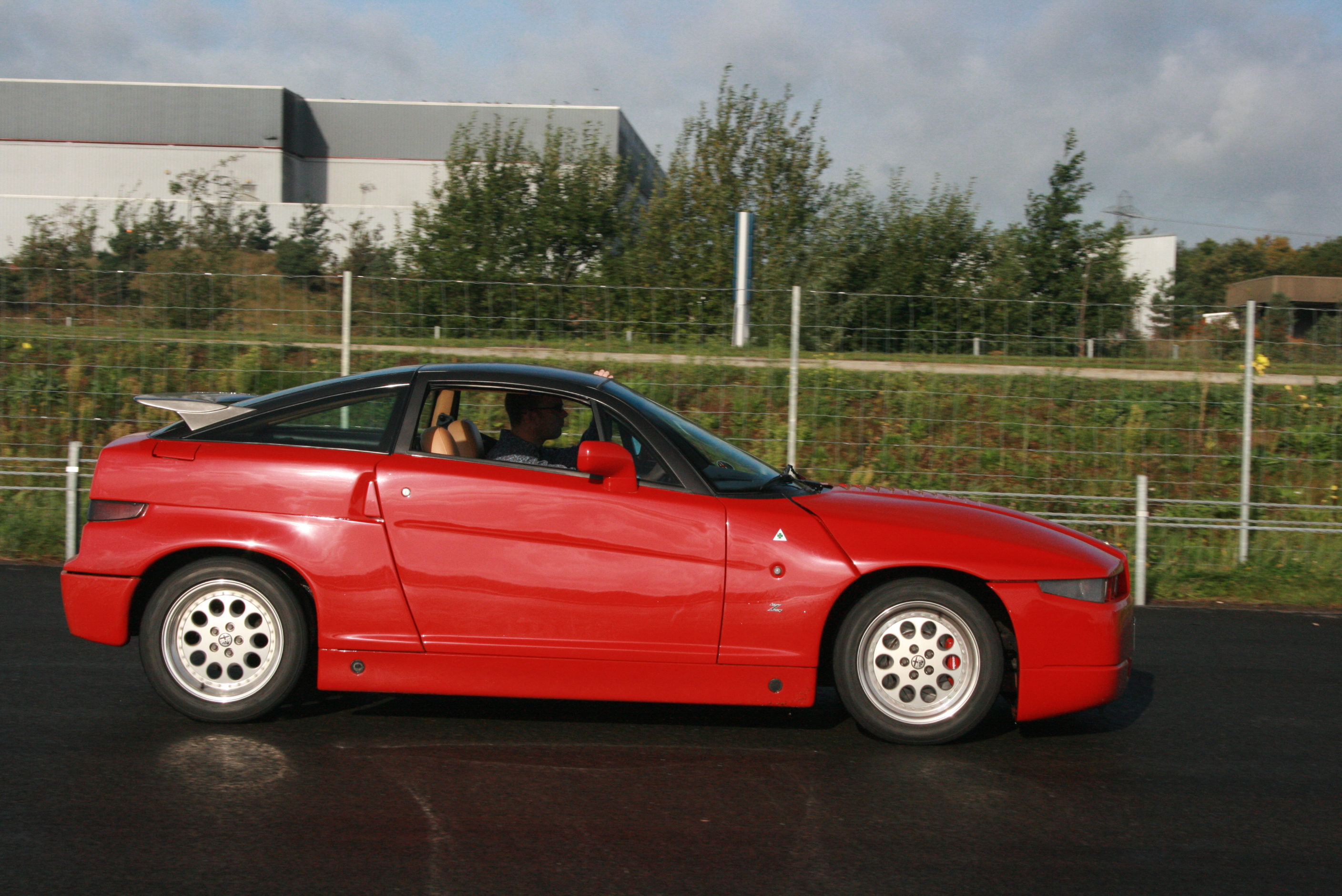
Вид сбоку на SZ
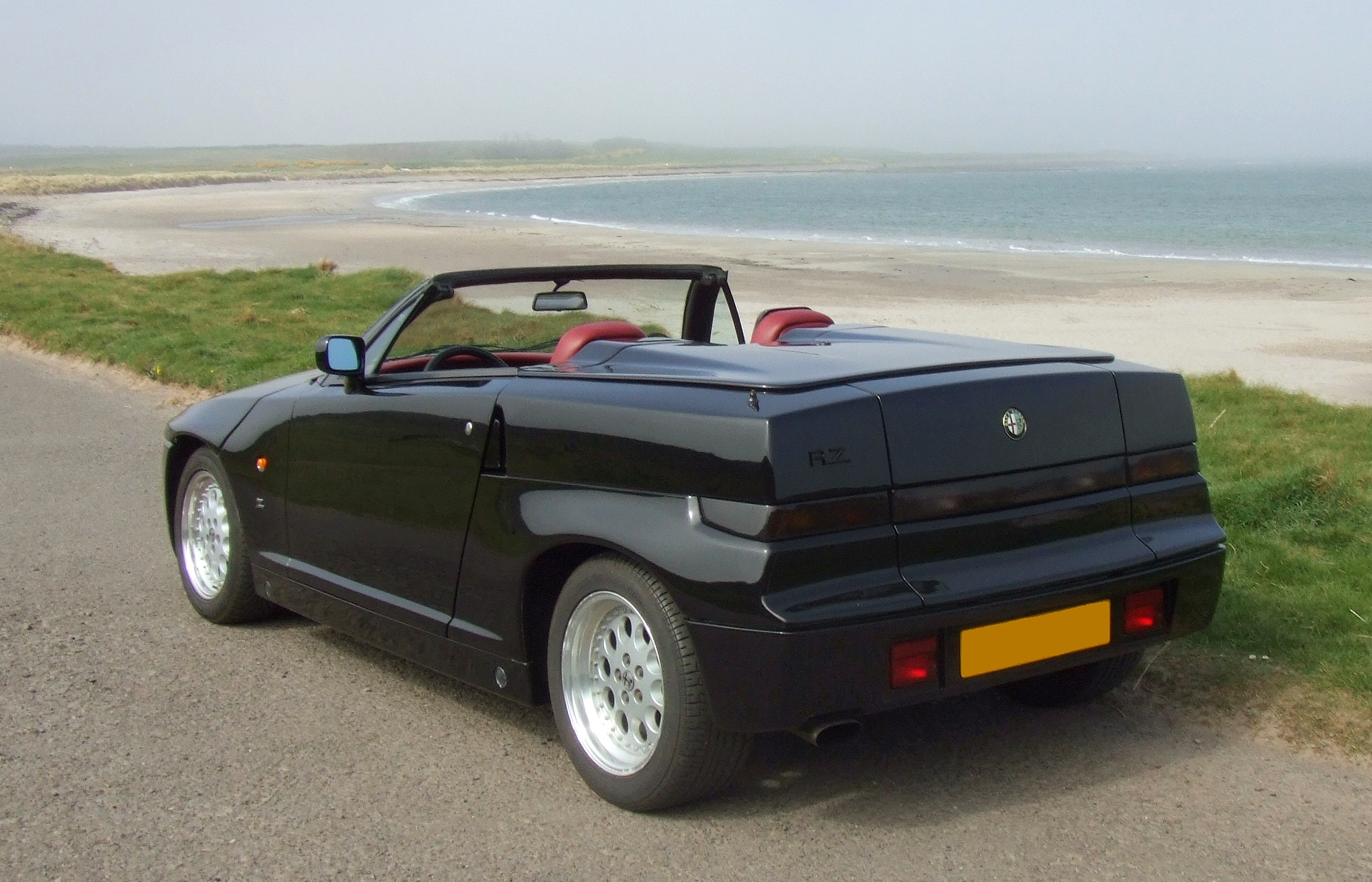
Вид сзади на RZ